# Diocesi di Satala di Lidia
La diocesi di Satala di Lidia (in latino Dioecesis Satalensis in Lydia) è una sede soppressa del patriarcato di Costantinopoli e una sede titolare della Chiesa cattolica.

## Storia
Satala di Lidia, identificabile con Gölde nei pressi di Sandal nell'odierna Turchia, è un'antica sede episcopale della provincia romana della Lidia nella diocesi civile di Asia. Faceva parte del patriarcato di Costantinopoli ed era suffraganea dell'arcidiocesi di Sardi.
La diocesi è documentata nelle Notitiae Episcopatuum del patriarcato di Costantinopoli fino al XII secolo.
Incerta è l'attribuzione dei vescovi di questa antica sede episcopale. Apparteneva di certo alla diocesi di Satala di Lidia il vescovo Andrea, il cui nome si trova ascritto negli atti del concilio di Calcedonia del 451. Tuttavia in diverse occasioni Andrea si fece rappresentare da colleghi delle diocesi vicine, come Cossinio di Gerocesarea e Dionisio di Attalea. Questo porta Destephen a ipotizzare che probabilmente Andrea non ci andò al concilio facendosi rappresentare da altri. Giovanni sottoscrisse gli atti del concilio in Trullo del 691/92.
Michel Le Quien aggiunge il vescovo Giuliano, che sottoscrisse nel 458 la lettera dei vescovi della Lidia all'imperatore Leone dopo la morte del patriarca Proterio di Alessandria. Questa ipotesi è fatta propria anche da Schieffer, nell'indice prosopografico degli Acta Conciliorum Oecumenicorum, mentre Destephen assegna Giuliano alla diocesi di Sala.
Nella sua cronotassi Le Quien aggiunge Michele, che avrebbe preso parte al secondo concilio di Nicea nel 787. Tuttavia le liste episcopali di questo concilio ricordano tre vescovi della provincia della Lidia di nome Michele, ma nessuno di Satala.
Infine l'erudita domenicano censisce il vescovo Filippo, che prese parte al concilio di Costantinopoli dell'879-880 che riabilitò il patriarca Fozio di Costantinopoli; tuttavia, non essendo indicata la provincia di appartenenza, è costretto ad ammettere che non si può sapere se Filippo appartenesse a questa diocesi o a quella omonima dell'Armenia Prima. Gli autori della Prosopographie der mittelbyzantinischen Zeit assegnano questo vescovo alla diocesi dell'Armenia Prima.
Dal 1933 Satala di Lidia è annoverata tra le sedi vescovili titolari della Chiesa cattolica; il titolo finora non è stato assegnato.

## Cronotassi dei vescovi greci
- Andrea † (menzionato nel 451)
- Giuliano ? † (menzionato nel 458)
- Giovanni † (prima del 691 - dopo il 692)
- Filippo ? † (menzionato nell'879)